# Elaeoselinum asclepium
Elaeoselinum asclepium là một loài thực vật có hoa trong họ Hoa tán. Loài này được (L.) Bertol. mô tả khoa học đầu tiên năm 1838.